# Ballerina (film 2025)
Ballerina è un film del 2025 diretto da Len Wiseman.
La pellicola, scritta da Shay Hatten, è uno spin-off ambientato tra gli eventi del terzo e del quarto film del franchise di John Wick. Il film è interpretato da Ana de Armas, Anjelica Huston, Gabriel Byrne, Lance Reddick, Norman Reedus, Ian McShane e Keanu Reeves.

## Trama
Eve Macarro è una ragazzina che sogna di diventare una ballerina, che vive con il padre in un luogo isolato, cercando di vivere una vita normale dopo la morte della madre e la presunta scomparsa della sorella. Una notte, un gruppo di uomini fa irruzione nella loro casa con l'obiettivo di rapire la ragazzina. Il padre, rivelatosi un ex membro della Ruska Roma, reagisce eliminando tutti i nemici appartenenti a una setta, il cui capo, il Cancelliere, minaccia di ucciderli entrambi se lui non si arrende. I due riescono a fuggire all'assalto, ma il padre, ferito gravemente, non sopravvive. Eve viene successivamente avvicinata da Winston, il direttore del Continental di New York, che si offre di aiutarla, facendola entrare nella scuola di ballo gestita dalla Ruska Roma.
Dodici anni dopo, Eve è una delle "ballerine" più promettenti della Ruska Roma, e viene promossa ad agire sul campo. La sua prima missione è quella di proteggere una ragazza, che viene rapita da alcuni sicari ma immediatamente liberata da Eve. Dopo aver incontrato John Wick alla scuola di ballo, il quale le suggerisce di abbandonare quella vita finché è in tempo, Eve sceglie di diventare ugualmente un'assassina a tutti gli effetti.
Una sera dopo aver portato a termine una missione, Eve viene aggredita da un uomo appartenente alla stessa setta che aveva ucciso suo padre (riconoscendo il marchio a forma di X su un avambraccio). Decisa a scoprire chi sono i membri di questa setta per vendicare la morte del padre, chiede informazioni alla Direttrice della Ruska Roma, che però le vieta di intromettersi, a causa di un patto di pace tra i due gruppi. Eve non rispetta il divieto, e si reca al Continental di New York per ottenere informazioni dal direttore Winston, che le rivela che un membro della setta, Daniel Pine, sta alloggiando nel Continental di Praga in quel momento, e ha una grossa taglia su di sè. Eve lo raggiunge, salvo poi scoprire che egli si sta nascondendo dalla setta stessa dopo essere fuggito insieme alla figlia Ella, per non farla rapire dai suoi ex-compagni. Dato il divieto di uccidere all'interno dei Continental, Pine si sente al sicuro lì, ma altri uomini della setta, a causa dalla taglia che continua ad aumentare, provano ugualmente a ucciderlo, venendo però fermati da Eve, decisa a proteggere Pine e sua figlia, rivedendo in lei la stessa situazione vissuta da bambina. 
Nonostante gli sforzi, però, Pine ed Eve vengono neutralizzati, ed Ella rapita dalla setta. Eve, risparmiata per aver rispettato le regole dell'hotel, si reca in un'armeria per rifornirsi di armi, ma immediatamente il negozio viene attaccato dalla setta. Eve riesce a eliminare tutti i nemici, salvando il proprietario Frank, il quale per riconoscenza le rivela il luogo dove si nasconde la setta, la cittadina di Hallstatt, sulle Alpi austriache.
Raggiunta Hallstatt, Eve scopre presto che tutti gli abitanti sono assassini appartenenti alla setta, che vivono in un ambiente sicuro per loro e le loro famiglie, i cui bambini crescono con l'obbiettivo di diventare futuri sicari. Respinto il primo attacco all'interno di un ristorante, Eve viene comunque fatta prigioniera dalla setta. Finalmente conosce il Cancelliere, che rivela di essere il padre di Pine e quindi nonno di Ella, spiegando come il figlio abbia provato a separare la famiglia dalla setta, e per questo è divenuto ricercato. Ascoltando il motivo della vendetta che ha spinto Eve a trovare la setta, il Cancelliere si rende conto che la donna è la sorella della sua collaboratrice, Lena, la quale fu rapita dalla setta quando era bambina, motivo per cui il padre di Eve non voleva perdere anche la seconda figlia. Eve riesce a fuggire e viene raggiunta da Lena,  alla quale rivela chi è veramente. Il Cancelliere ordina di uccidere entrambe le sorelle, ma solo Lena muore, mentre Eve riesce a scappare. 
Avendo scoperto l'appartenenza di Eve alla Ruska Roma, il Cancelliere informa la Direttrice che la loro tregua è finita, dal momento che Eve ha attaccato la setta; la direttrice tuttavia lo informa che Eve sta agendo di testa sua e propone di inviare un altro assassino con il compito di eliminarla entro la mezzanotte, altrimenti si scatenerà una guerra tra i due gruppi. L'assassino inviato dalla direttrice è proprio John Wick, che trova Eve e ha la meglio su di lei; il sicario le impone di scappare, ma la donna è decisa a portare a termine la sua vendetta. John decide allora di lasciarla agire, avvertendola però che a mezzanotte terminerà il suo incarico se non riuscirà a completare la sua vendetta. Aiutata da John, Eve attraversa la cittadina eliminando ogni membro della setta che tenta di ostacolarla, fino a raggiungere il Cancelliere, che stava scappando con Ella; la donna uccide quindi il responsabile della morte del padre, ponendo così fine alla sua vendetta. John telefona alla Direttrice informandola della morte del Cancelliere, la quale è sollevata dalla fine della potenziale guerra.
Eve porta Ella da suo padre Pine in ospedale, finalmente liberi dalla setta. Eve assiste allo spettacolo di ballo di una sua ex-compagna, Tatiana (scartata perché non era tagliata per essere un'assassina, ma rivelatasi la migliore ballerina), quando viene a sapere che qualcuno ha messo una grossa taglia sulla sua testa, costringendola a scappare.

## Distribuzione
Il film è stato distribuito nelle sale di gran parte dei paesi europei, in parte del continente americano e in alcuni paesi asiatici dal 4 al 6 giugno 2025, e in Italia dal 12 giugno.

## Accoglienza

### Incassi
A fronte di un budget di 90 milioni di dollari, il film ha incassato 58051327 $ in Nord America e 75737615 $ nel resto del mondo, per un totale di 133788942 $. In Italia ha incassato 1112977 €.

### Critica
Il film è stato accolto positivamente dalla critica. Sull'aggregatore di recensioni Rotten Tomatoes ha un indice di gradimento del 76% basato su 299 recensioni, con un voto medio di 6,6 su 10. Su Metacritic ottiene un punteggio di 59 su 100 basato su 49 recensioni.